# Vidmarjev memorial
Vidmarjev memorial je močan mednarodni šahovski turnir, ki ga v spomin na velemojstra dr. Milana Vidmarja prireja Šahovska zveza Slovenije. Prvi Vidmarjev memorial je potekal od 2. do 20. junija 1969 v Ljubljani. Pod sodniškim nadzorom Vasje Pirca je med 10 velemojstri in 6 mojstri zmagal Slovenec Albin Planinc pred jugoslovanskim velemojstrom Svetozarjem Gligorićem. Memorial je bil organiziran (skoraj) vsako drugo leto, največkrat v Ljubljani, Portorožu ali na Bledu. V zadnjih izvedbah poteka kot slovensko državno prvenstvo.
Od leta 1975 do 1978 je potekal prvi dopisni Vidmarjev memorial. Na turnirju sta zmagala velemojster FIDE Laszlo Barczay iz Madžarske in velemojster ICCF Peter V. Dubinin iz Sovjetske zveze. Na turnirju sta sodelovala tudi Slovenca: mednarodni mojster Franček Brglez in Anton Preinfalk. Na turnirju je Franček Brglez je zasedel peto mesto in osvojil velemojstrski naslov, Anton Preinfalk pa je bil deveti do deseti, kar je zadostovalo za naslov mednarodnega mojstra.

## Zmagovalci
| #  | Leto | Prizorišče                 | Zmagovalec                                                |
| -- | ---- | -------------------------- | --------------------------------------------------------- |
| 1  | 1969 | Ljubljana                  | Albin Planinc (Yugoslavia)                                |
| 2  | 1973 | Ljubljana, Portorož        | Lajos Portisch (Hungary)                                  |
| 3  | 1975 | Portorož, Ljubljana        | Anatolij Karpov (Soviet Union)                            |
| 4  | 1977 | Ljubljana, Portorož        | Bent Larsen (Denmark)                                     |
| 5  | 1979 | Bled, Portorož             | Jan Timman (Netherlands)                                  |
| 6  | 1985 | Portorož, Ljubljana        | Lajos Portisch (Hungary), · Zoltán Ribli (Hungary)        |
| 7  | 1987 | Portorož, Ljubljana        | Ivan Sokolov (Yugoslavia)                                 |
| 8  | 1989 | Ljubljana, Rogaška Slatina | Predrag Nikolić (Yugoslavia)                              |
| 9  | 1991 | Bled, Rogaška Slatina      | Predrag Nikolić (Bosnia and Herzegovina)                  |
| 10 | 1993 | Portorož, Rogaška Slatina  | Ivan Sokolov (Bosnia and Herzegovina)                     |
| 11 | 1995 | Ptuj                       | Stefan Kindermann (Germany)                               |
| 12 | 1997 | Portorož                   | Vadim Zvjagincev (Russia)                                 |
| 13 | 1999 | Portorož                   | Aleksander Beljavski (Slovenia)                           |
| 14 | 2001 | Portorož                   | Aleksander Beljavski (Slovenia)                           |
| 15 | 2003 | Portorož                   | Aleksander Beljavski (Slovenia), · Emil Sutovsky (Israel) |
| 16 | 2005 | Portorož                   | Aleksander Beljavski (Slovenia)                           |
| 17 | 2007 | Ljubljana                  | Duško Pavasovič (Slovenia)                                |
| 18 | 2009 | Otočec                     | Luka Lenič (Slovenia)                                     |
| 19 | 2011 | Ljubljana                  | Aleksander Beljavski (Slovenia)                           |
| 20 | 2016 | Bled                       | Andrej Volokitin (Ukraine)                                |